# Semantică
Semantica (din limba greacă: σημαντικός, semantikós = semnificație, înțeles) este o ramură a lingvisticii care studiază sensul cuvintelor și propozițiunilor, având ca scop să clarifice în ce măsură sensul și semnificația noțiunilor complexe pot fi derivate din simbolurile cele mai simple ale limbajului, sprijinindu-se pe regulile sintaxei, fără a se identifica însă cu aceasta. Între semantică și sintaxă există același raport ca între fond și formă. Pentru teoria formală a semnificației în logică și informatică se folosesc termenii de "Semantică formală" sau "Semantica limbajului de programare".

## Istoric
Deși cercetarea semnificației expresiilor verbale are o lungă tradiție în filozofie, semantica (denumită înainte și Semasiologie) s-a dezvoltat ca ramură de sine stătătoare a lingvisticii abia în secolul al XX-lea. Termenul de "semantică", deja introdus în literatura de specialitate de către Michel Bréal în 1883, a fost folosit în înțelesul actual începând cu lucrările lui Charles William Morris. În cadrul semanticei, el a cercetat în special relațiile dintre semnele verbale și ceea ce este înțeles prin ele, deosebind-o de sintaxă, care studiază relațiile semnelor între ele, și de Pragmatică, care se ocupă cu studiul relațiilor dintre semne și utilizatorul lor. Lingvistica structuralistă a preluat această diferențiere și a dezvoltat mai departe studiul semnificației simbolurilor verbale. În cadrul semanticii, studiul semnificației cuvintelor se numește Semasiologie, iar studiul denumirilor, Onomasiologie. 

## Tematică și domenii de cercetare
Gottlob Frege face deosebirea între:
- Sens (germ.: Sinn sau Bezeichnetes, engl.: sense), care se referă la relațiile între semnele, cuvintele și propozițiunile specifice unei limbi.
- Semnificație (germ.: Bedeutung, engl.: reference), care se referă la relația dintre semne și lumea existentă.

O preocupare importantă, tradițională a semanticii o constituie transformarea în formule logice a exprimărilor naturale într-o anumită limbă, metodă care a fost dezvoltată de Richard Montague.
Spre deosebire de fonetică, morfologie și sintaxă, obiectul de studiu al semanticii nu are un substrat material dat, de aceea este lipsită de posibilitatea unei verificări nemijlocite a afirmațiilor teoretice. O semnificație nu poate fi oferită direct, ea rezultă de regulă dintr-o parafrază, la rândul ei compusă din cuvinte, al căror sens necesită mai departe o explicație, ceea ce conduce la un cerc vicios.
Se pot deosebi mai multe domenii de cercetare ale semanticii:
- Semantica lexicală are ca obiect studiul semnificației cuvintelor și al structurii interne a vocabularului în întregime.
- Semantica propozițională cercetează felul în care, din sensul fiecărui cuvânt în parte rezultă unități sintactice mari (fraze) cu semnificație proprie.
- Semantica textelor analizează combinația propozițiilor reale sau ipotetice, din care rezultă o descriere, o narațiune sau o argumentație coerentă.
- Semantica discursivă are ca obiect studiul exprimărilor diverselor persoane care se găsesc angajate într-o discuție, convorbire banală sau într-o dispută științifică.

Alte domenii ale semanticei, ținând seama de relațiile între limbă și gândire, respectiv între limbă și lumea existentă:
- Semnificație cognitivă se referă la relația dintre limbă și gândire. O exprimare verbală poate fi înțeleasă doar în măsura în care ea reconstruiește structura gândirii celui ce o exprimă.
- Semnificația informațională, denumită și teorie referențială, conform căreia rolul principal îl joacă relația dintre limbaj - descompus în unități informaționale - și persoana referentă.
- Semnificația pragmatică studiază relațiile între sensul lingvistic al unei exprimări și un anumit context situațional.